# Joseph Yvon Thériault
Joseph Yvon Thériault (1949- ) est un sociologue québécois d’origine acadienne, né à Caraquet, Nouveau-Brunswick.

## Biographie

### Études
- B.A. Université de Moncton (Bathurst), 1971
- M.A. (science politique), Université d’Ottawa, 1973
- Doctorat (sociologie du développement), École des hautes études en sciences sociales (EHESS) Paris (1981)

### Carrière
Il a été professeur de sociologie à l’Université d’Ottawa (1978 à 2008), directeur du département de sociologie (1987 à 1990), doyen associé à la recherche (1992 à 1998) et doyen intérimaire (1996-1997). Il a été le directeur fondateur du  Centre interdisciplinaire de recherche sur la citoyenneté et les minorités, (CIRCEM) de 2000 à 2007 et titulaire de la Chaire de recherche identité et francophonie (2004-2008). Il est professeur émérite de l'Université d'Ottawa.
En 2008 il est nommé titulaire de la Chaire de recherche du Canada en mondialisation citoyenneté et démocratie (Chaire MCD) à l’Université du Québec à Montréal (UQAM) et professeur de sociologie à la même université. Il est depuis 2019 professeur retraité de l'Université du Québec à Montréal. De 2021 à 2024, il siège sur la commission scientifique de l’Institut national de la recherche scientifique.

## Œuvre
Son travail sociologique s'intéresse principalement aux enjeux de la démocratie, des identités et des mouvements sociaux dans les sociétés modernes, et porte plus spécifiquement sur la tension entre les tendances à l’individualisation et à la pluralisation dans les sociétés démocratiques, de même qu'à la permanence des identités et des mémoires collectives (citoyenneté et identité). Son œuvre s’inscrit dans la rencontre d’une sociologie politique française sur la démocratie moderne (Claude Lefort, Marcel Gauchet)et d’une sociologie culturelle québécoise sur la question nationale (Fernand Dumont). Il est reconnu[réf. nécessaire] pour ses travaux sur l’Acadie, le Québec et les communautés minoritaires francophones du Canada; l’aire culturelle du Canada français qu'il conçoit comme le lieu d'expression d'une "intention nationale" voulant "faire société". Cette démarche s’est ouverte aux enjeux propres aux petites sociétés et au phénomène nationalitaire en général.

## Distinctions
- 1996 - Prix France-Acadie pour L'identité à l'épreuve de la modernité
- 2002 - Prix Richard-Arès pour Critique de l’américanité
- 2003 - Prix de la présidence de l’Assemblée nationale du Québec (Livre politique de l’année pour Critique de l’américanité)[10]
- 2003 - Médaille de l'Assemblée nationale[11]
- 2004 - Élu membre de la Société royale du Canada
- 2007 - Lauréat de la Fondation Trudeau (2007-2010)[12]
- 2009 - Professeur émérite, Université d’Ottawa[13].
- 2013 - Prix du CRCCF, 2013[14].
- 2013 - Finaliste Prix du Gouverneur général pour Évangéline : contes d’Amérique[15]
- 2014 - Prix Jean-Éthier-Blais pour Évangéline : contes d’Amérique